# Saint-Louis (Reunión)
Saint-Louis,  es una comuna francesa situada en el departamento de Reunión, de la región de Reunión. 
El gentilicio francés de sus habitantes es Saint-Louisiens.

## Situación
La comuna está situada en el suroeste de la isla de Reunión.

## Demografía
| Gráfica de evolución demográfica de Saint-Louis (Reunión) entre 1961 y 2013 |
|                                                                             |

Fuente: Insee

## Comunas limítrofes
| Noroeste: Les Avirons  | Norte: Cilaos      | Noreste: Cilaos       |
| Oeste: L'Étang-Salé    |                    | Este: Entre-Deux      |
| Suroeste: L'Étang-Salé | Sur: Océano Índico | Sureste: Saint-Pierre |